# 森中蕃
森中 蕃（もりなか しげる、1934年11月29日 - 2022年10月17日）は日本の実業家、馬主。兵庫県神戸市出身。
神戸市中央区にある証券会社である光証券株式会社の前代表取締役会長。

## 経歴
- 1952年 - 光証券入社[1]
- 1977年 - 光証券取締役[1]
- 1978年 - 光証券常務取締役[1]
- 1980年 - 光証券代表取締役副社長[1]
- 1982年 - 光証券代表取締役社長[1]
- 2002年 - 大阪証券取引所取締役[1]
- 2003年 - 光証券代表取締役会長（息子の森中寛が社長に就任）[1]
- 2004年 - 大阪証券金融取締役[7]、日本証券業協会大阪地区協会会長[1]
- 2010年 - 光証券代表取締役会長退任
- 2021年3月、光証券の株式の33.37%を保有し筆頭株主に[8]。
- 2022年10月17日、悪性リンパ腫のため死去[2]。87歳没。

## 馬主活動

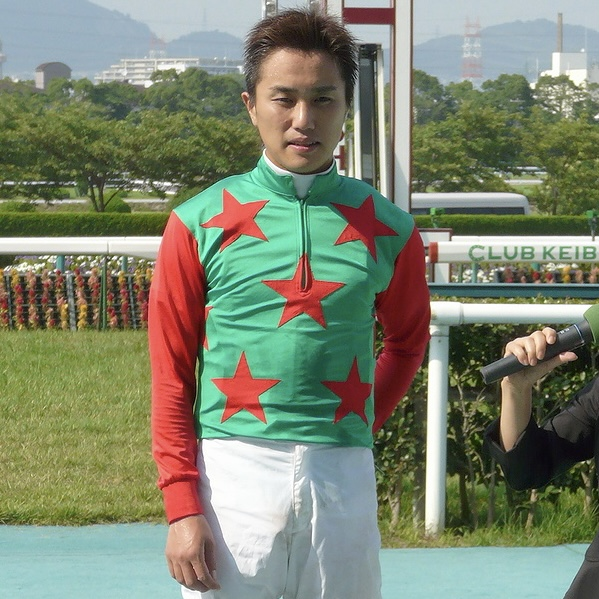
森中の勝負服を着用した川島信二

中央競馬、地方競馬の馬主で、小田切有一、細川益男らとともに珍馬名の名付け親として知られる。勝負服は緑、赤星散、赤袖。冠名には「シゲル」を用いる。かつて宝石の卸売りをしていたことがあり、その時の仲間で馬を持とうということになったことから、1970年代より馬主としての活動を始めた。阪神馬主協会の会長を経て、日本馬主協会連合会の相談役を歴任。モットーは「安くて走る馬を見つける」。馬を選ぶポイントについて、「一番大切にしているのは歩様。前脚が来た後に、後ろ脚がグッと踏み込んでこないといけない」「馬主さんによっては顔がいいとか、いろいろ言うけど自分は踏み込みですね」と語っている。
所有馬の世代の区別を付けるため、1995年頃からは毎年決まったテーマで馬名を付けている（一部例外あり）。これまで用いられたテーマは以下の通り。

### 馬名テーマ一覧（年度別）
- 1995年産 - マジックボス・マジックメイなどの「マジック」シリーズ
- 1996年産 - （特になし）
- 1997年産 - ダイヤモンド・エメラルド・トルマリンなどの「宝石」シリーズ
- 1998年産 - ゼウス・ジュピターなどの「神」シリーズ、ペガサス・フェニックスなどの「架空の生き物」シリーズ
- 1999年産 - 赤ワイン・モンテリ・黒ビールなどの「酒」シリーズ
- 2000年産 - （特になし）
- 2001年産 - 突風・疾風などの「風」シリーズ、ソレイケ・ドントイケなどの「行け」シリーズ
- 2002年産 - （特になし）
- 2003年産 - 先物買い・兜町・大発会などの「株用語」シリーズ[12]
- 2004年産 - サンクス・オブリガード・タックなどの「ありがとうを意味する言葉」シリーズ
- 2005年産 - ハスラット・フセルト・エスペレなどの「希望・願いを意味する言葉」シリーズ
- 2006年産 - 浅間山・霧ヶ峰・赤城山などの「山」シリーズ[12][13]
- 2007年産 - 家康・謙信・元就などの「歴史上の人物」シリーズ[12][13]
- 2008年産 - 社長・本部長・重役などの「役職」シリーズ[12][13][6]
- 2009年産 - イチジク・ハッサク・マンゴスチンなどの「果実」シリーズ[14]
- 2010年産 - さそり座・いて座・てんびん座などの「星座」シリーズ[6]
- 2011年産 - 陸前・能登・薩摩などの「旧国名」シリーズ
- 2012年産 - 葵祭・祇園祭・時代祭などの「祭」シリーズ[15]
- 2013年産 - マグロ・サバ・シーラカンスなどの「魚」シリーズ[16]
- 2014年産 - ライオン・ゴリラ・ナマケモノなどの「動物」シリーズ
- 2015年産 - エダマメ・カボチャ・マツタケなどの「野菜」シリーズ
- 2016年産 - ブルーダイヤ・ルビー・真珠などの「宝石」シリーズ（※1997年産以来2回目[注 1]）
- 2017年産 - 地球・海王星・流れ星などの「星」シリーズ[注 2]
- 2018年産 - 平社員・主任・相談役などの「役職」シリーズ（※2008年産以来2回目[注 3]）
- 2019年産 - タヌキ・クジラ・ブリなどの「動物・魚」シリーズ[注 4]、月見酒・花見酒などの「酒」シリーズ[注 5]
- 2020年産 - （特になし）

### エピソード
- 中央競馬の未勝利戦では所有馬が複数出走することがよくあり、2011年7月24日の京都1R[17]、8月14日の小倉2R[18]、9月3日の小倉1R[19]、9月11日の阪神1R[20]で「シゲル馬」が5頭出走したことがある。
- 最初に「シゲル」を冠したのは1973年産のシゲル、シゲルハナ、シゲルランの3頭だった。1987年産の1頭にシゲルシゲルがいる[21]。
- 中央競馬の重賞は1995年にシゲルホームランがセイユウ記念を制して以降長く勝っていなかったが、2012年の新潟ジャンプステークスをシゲルジュウヤクが優勝し、約17年ぶりに重賞を制した[6]。その間には2010年の小倉2歳ステークス（芝1200m）でシゲルキョクチョウがスタートから逃げ最後の直線で3馬身のリードを取ったが、ゴール前でブラウンワイルドにハナ差かわされ2着に敗れるという競走もあった。その後も、シゲルピンクダイヤが2019年の桜花賞を2着、秋華賞を3着など好走したものの平地重賞競走は制覇できずにいたが、2021年のフィリーズレビューをシゲルピンクダイヤの半妹シゲルピンクルビーが優勝し[22]、サラブレッド系の平地重賞初制覇となった。
- 地方では2014年1月5日の佐賀競馬で出走馬8頭のうち半数以上の5頭が「シゲル馬」というレースがあり、そのレースで1・2・3着を独占した[23]。
- 2015年12月5日の阪神5R・新馬戦でシゲルマグロが最後の直線で競走中止し左手根骨粉砕骨折で予後不良、その10分後の中山6R・新馬戦ではシゲルサバが右寛跛行を発症し向正面で競走中止（のち2戦で登録抹消）し、東西の新馬戦で相次いで所有馬が故障する悲劇に見舞われた。
- 2019年のインタビューで、思い出に残っている馬としてシゲルホームランの他にシゲルリジチョウを挙げている。「土川さん（土川健之元JRA理事長）に“リジチョウって付けとくわ”って話してたら勝った。“リジチョウが走ったで”って言ったら喜んでいました（笑）」と語っている[9]。
- 次の年の馬名のシリーズを何にするかは、だいたい夏頃までに決めているという。スポーツ報知で馬名を募集したこともあり、記者から提案された「中華料理」「お菓子」「スポーツ」「相撲の決まり手」などは、「格好悪い」「当たり前な感じで面白くない」とすべて却下している。いいところまで行ったのが「家電」だったが、「これにしようと思ったけど、シゲルレイゾウコと言ったら周りの何人かに笑われたのでやめた」という[24]。2020年産ではスポーツ報知の読者が応募したシゲルショウタイム、シゲルオトコギ、シゲルゴキゲンなどが採用されている[25]。
- 森中の死去が公表されてからも、JRAでの登録馬は一時的に森中蕃名義で出走させている（個人馬主については死去後最長1か月は同名義所有が認められているため。2022年11月20日の出走が最終）。その後、森中蕃名義のJRA登録馬の殆どは同年12月までに妻の啓子（服色：黒、水色星散、水色袖黄一本輪）へ名義変更された。しかし、2023年には啓子が同年11月に[26]死去した[27]ことから新規馬主となった關美和名義へと移された[28]。

## 主な所有馬

### 重賞競走優勝馬
- シゲルホームラン（1993年-1995年セイユウ記念、1996年アラブ大賞典）[6]
  - 1993年JRA賞最優秀アラブ
- シゲルデッドクロス（1993年阪神障害ステークス・春）[6]
- シゲルジュウヤク（2012年新潟ジャンプステークス、2013年阪神スプリングジャンプ、中山グランドジャンプ3着）[6]
- シゲルカガ（2015年北海道スプリントカップ）[29]
- シゲルヒノクニ（2019年京都ハイジャンプ）
- シゲルピンクルビー（2021年フィリーズレビュー）

### その他の所有馬
- シゲルゴッドハンド（2002年若葉ステークス）
- シゲルドントイケ（2004年マーガレットステークス）
- シゲルモトナリ（2010年マーガレットステークス）
- シゲルキョクチョウ[6]（2010年フェニックス賞、小倉2歳ステークス2着）
- シゲルスダチ[6]（2012年マーガレットステークス、北九州記念2着）
  - NHKマイルカップ出走時に転倒し、落馬した鞍上の後藤浩輝へ寄り添う姿を見せたことから話題となった[6][30]。森中に、ファンの増加に「ひと役買った」と評されている[6]。
- シゲルノコギリザメ（2016年シンザン記念3着、ファルコンステークス3着）
- シゲルピンクダイヤ（2019年桜花賞2着、秋華賞3着）[注 6]
- ブルベアイリーデ[注 7]